# Batolite della Patagonia del sud
Il batolite della Patagonia del sud (in lingua spagnola: Batolito Sur-Patagónico) è costituito da un gruppo di plutoni situati nella parte sudoccidentale della Patagonia.
Le rocce di cui è costituito questo batolite includono granito, leucograniti, tonalite, granodiorite, diorite, gabbro e dicchi femici. I primi plutoni del batolite si formarono nel Giurassico superiore per anatessi del magma. Il magmatismo iniziale produsse un vulcanismo bimodale che portò alla formazione di leucograniti e gabbro.